# Rzeczka Górna
Rzeczka Górna (Grządki, niem. Grund) – nieoficjalna kolonia wsi Rzeczka w Polsce położona w województwie dolnośląskim, w powiecie wałbrzyskim, w gminie Walim; administracyjnie osada podlega pod Walim.
Rzeczka Górna położona jest na wysokości około 580-700 m n.p.m., w północno-zachodniej części Gór Sowich, na wschodnich zboczach Osówki, Mosznej i Jaworka, w masywie Włodarza.
Osadę tworzą pozostałości z dawniejszych dwóch wsi, których rozproszone zabudowania ciągnące się od północnego zbocza Wawelu, wznoszącego się nad Walimiem, po Osówkę, tworzą dwa oddzielne zgrupowania. Południowe zgrupowanie pod Osówką składa się z dwóch zagród i leśniczówki, nazywane wcześniej „Gieszcze Dolne” (niem. Kolonie Försterhäuser), stanowiło kolonię Sierpnicy, później nazywane Rzeczką Górną, obecnie Grządki. Północne skupisko, większe od części południowej, zintegrowane całkowicie z Walimiem, po 1945 roku nosiło nazwę „Kolonia Królowej Jadwigi”; nazwa ta nie utrzymała się, a osada przyjęła starą nazwę Grządki. Osadę od strony wschodniej otaczają: łąki górskie, pola uprawne i częściowo nieużytki położone na zboczach opadających w kierunku Walimki, po zachodniej stronie rozciągają się rozległe kompleksy leśne, bukowe i bukowo-świerkowe regla dolnego, które porastają szczytowe partie całego masywu Włodarza. Z terenu Grządek rozciąga się panorama na Wielką Sowę i jej sąsiedztwo, Walim i na Babi Kamień.
W czasie II wojny światowej w okolicy miejscowości hitlerowcy wykonywali ogromne prace budowlane, przy tworzeniu systemu podziemnych sztolni, komór i korytarzy, których przeznaczenie nie zostało do końca wyjaśnione, niektóre sztolnie i inne obiekty znajdują się w bezpośrednim sąsiedztwie Grządek. Prawie do północnej części osady doprowadzona była linia specjalnej kolejki do transportu urobku i materiałów budowlanych.
Miejscowość w związku z położeniem w masywie Włodarza, w okresie II wojny światowej, objęta była szczególną tajemnicą przez III Rzeszę, w związku z budową kompleksu militarnego pod kryptonimem „Riese” (pol. Olbrzym).

## Turystyka
Przez południową część osady prowadzą szlaki turystyczne:

piesze
- czarny – Szlak Martyrologii z Jugowic do Głuszycy.
- czerwony – fragment Głównego Szlaku Sudeckiego prowadzący z Jedlinki na Przełęcz Sokolą.
- niebieski – prowadzący z Walimia do Głuszycy.

narciarskie
- czerwony szlak narciarski – z Głuszycy na Przełęcz Sokolą.

rowerowe
- – z Głuszycy na Przełęcz pod Czarnochem.